# IC 2044
IC 2044 је спирална галаксија у сазвјежђу Златна риба која се налази на листи објеката дубоког неба у Индекс каталогу.
Деклинација објекта је - 54° 31' 56" а ректасцензија 4h 11m 14,0s. Привидна величина (магнитуда) објекта IC 2044 износи 15,7 а фотографска магнитуда 16,5. IC 2044 је још познат и под ознакама ESO 157-6, PGC 14624.